# سمارك
الشركة العربية السعودية للتسويق والتكرير (Saudi Arabian Marketing and Refining Company) المعروفة اختصاراً باسم: سمارك (SAMAREC)، شركة سعودية سابقة، وإحدى شركات المؤسسة العامة للبترول والمعادن (بترومين). كانت تعمل في مجال تكرير البترول وتسويق المنتجات البترولية، أسست في ربيع الثاني عام 1409 هـ/ نوفمبر عام 1988م. قامت اثناء عمرها القصير الذي لم يتجاوز أربع سنوات بإدارة وتشغيل تسعة من مشاريع (بترومين). في عام 1993، تم دمجها في شركة الزيت العربية السعودية (أرامكو) لتشكيل أكبر شركة نفط متكاملة في العالم. في ذلك الوقت، كان كلاهما مملوك بنسبة 100٪ للحكومة السعودية.

## التاريخ
تعود قصة سمارك إلى أواخر عام 1988 عندما قرر حينذاك مجلس إدارة «المؤسسة العامة للبترول والمعادن» بترومين إنشاء شركة جديدة هي الشركة العربية السعودية للتسويق والتكرير «سمارك» تكون مملوكة بالكامل لبترومين وتابعة لها، بهدف تحسين الكفاءة والرقابة في صناعة النفط.

## غرض الإنشاء
أنشئت في عملية لإعادة تنظيم قطاع البترول، في المملكة العربية السعودية، وذلك، بفصل عملية تكرير البترول وتسويق المنتجات البترولية، محلياً ودولياً، عن إنتاج الزيت الخام وتسويقه وبيعه، بهدف تخفيض تكلفة الإنتاج وزيادة الربح. بحيث، تتولى شركة أرامكو السعودية إنتاج الزيت الخام وتسويقه، بينما تتولى شركة (سمارك) تكرير البترول محلياً، وتسويق المنتجات البترولية في الأسواق العالمية، بعد تغطية حاجة السوق المحلي.
لقد كانت المهمة الرئيسية الموكلة لشركة سمارك إدارة المصافي التابعة لها وتشغيلها، وإمداد السوق المحلية والعالمية بمختلف المنتجات البترولية، وبأقل تكاليف ممكنة.
في عمليةٍ قِيلَ آنذاك أنها تَهدِف إلى إعادة هيكلة قطاع البترول، بحيث تقوم شركة أرامكو السعودية بعمليات التنقيب والإنتاج، وتقوم شركة سمارك بالتكرير وتسويق المنتجات البترولية.

## الأعمال والمشاريع
تأسست الشركة العربية السعودية للتسـويق والتكرير (سمارك) في عملية لإعادة تنظيم قطاع البترول في المملكة وتصحيح مساراته ويهدف هذا التنظيم إلى عملية فصل تكرير البترول وتسويق المنتجات البترولية، محلياً ودولياً، عن إنتاج الزيت الخام وتسويقه وبيعه، بهدف تخفيض تكلفة الإنتاج وزيادة الربح.
كانت شركة (سمارك) تدير ثلاث مصاف محلية، في جدة والرياض وينبع. كما كانت تشرف على حصة مؤسسة (بترومين)، في مصافي التصدير، في كلٍّ من ينبع والجبيل. وكانت تتولى، كذلك، مسؤولية تسويق منتجات مصفاة رأس تنورة، التابعة لشركة أرامكو السعودية. ووصلت الطاقة التكريرية لمصافي شركة (سمارك)، مجتمعة، إلى أكثر من مليون برميل يومياً. وكان يُصَدّر حوالي 400 ألف برميل يومياً من المنتجات المكررة، التي تتكون من زيت الوقود (بنسبة 50 %)، ومن المنتجات الخفيفة (بنسبة 30 %)، ومن المواد المقطرة (بنسبة 20 %).
كما كانت سمارك، تصدر ما معدله 400 ألف برميل يومياً، من الغاز الطبيعي المسال، وبعض المنتجات الأخرى مثل الكبريت وغيره. وعملت وقتها، على تحديث مصافي النفط في السعودية، لرفع كفاءتها الإنتاجية، بما يتناسب مع متغيرات السوق النفطية، المحلية والدولية.
بدأت في تشغيل مشاريعها المختلفة، في مطلع عام 1989م.
كانت تعمل بمركزية في إدارة المشروعات، من خلال مجلس إدارتها، مما أدى إلى تحسن سمعة الشركة الخارجية، أمام من يتعاملون مع منتجاتها، وتحسن أساليب البيع، ورفع مستوى المبيعات في الخارج، وكسب مشترين جدد.

## أزمة الخليج
عندما جاءت أزمة الخليج، بما في ذلك حرب تحرير الكويت، التي استمرت لأكثر من سبعة أشهر، لتختبر صلابة الصناعة النفطية السعودية، ومدى نجاح عملية إعادة التنظيم، وكان الامتحان الصعب من نصيب شركة (سمارك)، فقد كانت شركة وليدة، من جهة منتجاتها، مثل الديزل والبنزين ووقود الطائرات، التي تمثل العصب الأساسي لأي حرب حديثة، حيث يحتاج النجاح في أي معركة حديثة إلى توفر الوقود، بمختلف أنواعه، في المكان المناسب، وبالكمية المناسبة، وفي الوقت المناسب، وقد استطاعت شركة (سمارك) تحقيق هذا كله، إذ أنشأت شبكة خاصة لإمداد القوات المسلحة السعودية والقوات الأخرى المشاركة في حرب تحرير الكويت باحتياجاتها من النفط.

## مجلس الإدارة
شُكل مجلس إدارة لشركة (سمارك)، يشرف على أعمال الشركة، برئاسة وزير البترول والثروة المعدنية وسبعة أعضاء آخرين من القطاعين العام والخاص. وكان مجلس إدارة شركة سمارك مكون من
- وزير البترول والثروة المعدنية - رئيساً.
- عضوية ممثلين، بمستوى وكيل وزارة، من:
  - وزارة المالية والاقتصاد الوطني.
  - وزارة التخطيط.
  - وزارة الصناعة.
  - مؤسسة النقد العربي السعودي.
- عضوان من كبار رجال الأعمال في المملكة.
- محافظ مؤسسة (بترومين).
- عضوان من كبار المسؤولين بوزارة البترول والثروة المعدنية.

## القطاعات الرئيسية
كانت شركة (سمارك) تتكون من خمسة قطاعات رئيسية هي:
1. قطاع المصافي.
2. قطاع التوزيع.
3. قطاع التسويق الدولي والإمدادات البحرية.
4. قطاع التخطيط وخدمات المعلومات والشؤون الهندسية.
5. قطاع الشؤون المالية والقوى العاملة والإدارة.

## النهاية
في عام 1413هـ تم حل الشركة، ودمجت جميع مصافي التكرير ومرافق التوزيع في شركة أرامكو السعودية.